# Костёл и монастырь бонифратров (Новогрудок)
Костёл и монасты́рь бонифра́тров (бел. Касьцёл і кляштар баніфратаў) — утраченный памятник белорусского культового зодчества в Новогрудке, существовал до начала XX века. Состоял из костёла, монастыря, госпиталя и официн.

## История
Историк Владимир Пашкевич в книге «Памяць» (1996 г.) утверждает, что монастырь был основан в 1649 году по приказу подканцлера ВКЛ Казимира Сапеги. Это первый монастырь бонифратов, который был основан на территории Великого княжества.  С середины XVII в. до 30-х гг. XIX в. на территории комплекса действовал госпиталь, где монахи оказывали помощь населению. Сообщается, что позднее госпиталь был перенесён в поезуитское здание, в котором после упразднения ордена располагалась школа.